# عنازة
عنازة قرية تقع في محافظة المندق جنوب غرب المملكة العربية السعودية، وتبعد عن مدينة الطائف بحوالي 200 كيلومتر جنوباً وتتبع إدرايا منطقة الباحة. وهي قريبة من مشارف الشفا، إذ تقع على أعلى الجبال المطلة على تهامة.